# София Шарлота фон Хесен-Касел
Вижте пояснителната страница за други личности с името Шарлота фон Хесен.
София Шарлота фон Хесен-Касел (на немски: Sophie Charlotte von Hessen-Kassel; * 16 юли 1678, Касел; † 30 май 1749, Бютцов) е принцеса от Хесен-Касел и чрез женитба херцогиня на Мекленбург.

## Живот
Дъщеря е на ландграф Карл фон Хесен-Касел (1654 – 1730) и съпругата му Мария Амалия от Курландия (1653 – 1711), дъщеря на Якоб Кетлер (1610 – 1682), херцог на Курландия, и Луиза Шарлота фон Бранденбург (1617 – 1676). Сестра е на Фридрих I (1676 – 1751), ландграф на Хесен-Касел и от 1730 г. крал на Швеция.
София Шарлота се омъжва на 2 януари 1704 г. в Касел за херцог Фридрих Вилхелм I от Мекленбург-Шверин (1675 – 1713). Бракът е бездетен. Фридрих Вилхелм има множество метреси, с които има най-малко девет деца.
След смъртта на Фридрих Вилхелм I на 31 юли 1713 г. тя живее в дворец Бютцов в Мекленбург-Предна Померания. Тя посещава брат си Фридрих I в Швеция.
София Шарлота умира на 30 май 1749 г. на 70 години в Бютцов.